# 珈琲時間 (漫画)
『珈琲時間』（こーひーじかん）は、豊田徹也による日本の漫画作品。『月刊アフタヌーン』（講談社）にて2008年7月号より2009年12月号（2009年3月号を除く）に連載された。
1話12ページのコーヒーにまつわる短篇が17話収録されている。

## 各話タイトル
- 第1話「Whatever I want」
- 第2話「カプチーノ・キッド」
- 第3話「すぐり」
- 第4話「ロボット刑事」
- 第5話「KIKI The Pixy」
- 第6話「Hate to See You Go」
- 第7話「深夜+1」
- 第8話「リトル・ガール・ブルー」
- 第9話「Where are you」
- 第10話「冬の波乗り」
- 第11話「きりん」
- 第12話「CHOPPED TOMATO PUREE」
- 第13話「田中ブックカフェ」
- 第14話「夢」
- 第15話「Lost In The Flood」
- 第16話「うそつき博士」
- 第17話「Any Day Now」

## 主な登場人物
アントニオ・モレッリ
第1話、9話、17話に登場する。イタリアと日本のハーフの映画監督で日本語が達者だが、日本のメディアには日本語が話せないふりをしている。たまたま入った喫茶店のコーヒーの味に感動して何杯もおかわりするが、手持ちがなかったために初対面のチェリスト、夏美におごらせるお調子者。
夏美（なつみ）
第1話、9話、17話に登場する。ストレートライブを行っているチェリストの女性。行きつけの喫茶店「CAFE Mijinco（ミジンコ）」でたまたま初対面のモレッリにコーヒーをおごった縁から交流を持つことになる。モレッリの言動に振り回されながらも付き合ってあげるお人好しな性格。
山崎（やまさき）
第2話、10話、17話に登場する探偵。前作「アンダーカレント」、読み切り「ミスター・ボージャングル」、蟲師のトリビュート企画「蟲師外譚」の一話「影踏み」にも登場。

## 書誌情報
- 豊田徹也『珈琲時間』講談社〈アフタヌーンKC〉、全1巻
  1. 2009年12月22日発売[講 1]、ISBN 978-4-06-310604-6

### 講談社コミックプラス
以下の出典は講談社コミックプラス（講談社）内のページ。書誌情報の発売日の出典としている。
1. ↑  “『珈琲時間』”. 講談社コミックプラス.  講談社. 2022年11月18日閲覧。